# Cersei Lannister
Cersei Lannister est l'un des personnages principaux de la saga Le Trône de fer écrite par George R. R. Martin. C'est la fille de lord Tywin Lannister et la sœur jumelle de Jaime Lannister, et elle est d'abord devenue reine consort des Sept Couronnes en épousant Robert Baratheon. Femme très ambitieuse et réputée tant pour sa beauté que pour son ingratitude, elle supporte mal les restrictions que lui impose son sexe et n'a que du mépris pour son mari.

## Histoire

### Dans les romans
Cersei Lannister entretient depuis son adolescence une relation incestueuse avec son frère jumeau, Jaime. Après l'accession au Trône de Fer de Robert Baratheon, Cersei est contrainte de se marier avec lui afin de renforcer la position de la famille Lannister, mais la relation entre les deux époux est toujours conflictuelle, Robert ne parvenant pas à oublier Lyanna Stark, la seule femme qu'il ait aimée. Cersei a donc entretenu sa relation adultère avec son frère, ce qui fait de Jaime le père biologique des trois enfants de Cersei, Joffrey, Myrcella et Tommen. Au début du roman, elle est surprise en compagnie de son frère par le jeune Brandon Stark, qui est précipité dans le vide par Jaime pour protéger leur secret. Mais ce secret a été découvert, d'abord par Jon Arryn, qui est mort avant d'avoir pu s'en ouvrir au roi, puis par Eddard Stark qui, en homme d'honneur, offre à Cersei une chance de quitter le royaume avec ses enfants avant d'en parler à Robert Baratheon. Cersei organise alors le meurtre de son mari, déguisé en accident de chasse, et s'empare du pouvoir en faisant emprisonner Eddard Stark et déchirant la lettre de Robert nommant Eddard régent du royaume jusqu'à ce que son fils Joffrey ait atteint la majorité. Elle fait couronner son fils Joffrey, âgé de 13 ans, et compte gouverner le royaume en tant que reine régente mais l'arrivée à Port-Réal de son frère Tyrion en tant que Main du roi contrarie ses projets.
Elle se livre alors à une guerre secrète et acharnée contre son frère Tyrion, qu'elle déteste depuis son enfance, mais se fait peu à peu évincer du pouvoir en raison des multiples ruses de celui-ci. C'est alors que Tywin Lannister, leur père, revient à Port-Réal et met fin à leur lutte pour le pouvoir en l'assumant pour lui-même. Peu après, Joffrey meurt empoisonné lors de son mariage avec Margaery Tyrell et Cersei accuse immédiatement Tyrion. Elle met tout en œuvre pour que Tyrion soit condamné mais celui-ci s'échappe la veille de son exécution et tue Tywin avant de prendre la fuite. Cersei reprend alors le pouvoir en tant que reine régente puisque son fils cadet, Tommen, âgé de 8 ans, a été couronné.
Dans A Feast for Crows, Cersei organise son propre Conseil pour l'aider à gouverner mais écarte du pouvoir la Maison Tyrell, dont elle se méfie, s'en faisant ainsi des ennemis. Elle se brouille également avec Jaime, qui refuse de la soutenir dans sa politique et qu'elle trouve changé, et l'éloigne de la capitale. De plus en plus paranoïaque, elle cherche ensuite à causer la perte de Margaery Tyrell, désormais mariée à Tommen, en la faisant accuser d'adultère par le biais de faux témoignages. Mais son manque de prévoyance politique se retourne contre elle lorsque le Grand Septon s'empare de l'affaire et fait avouer sous la torture à l'un de ses hommes de main qu'il a eu des relations sexuelles avec elle. Cersei est arrêtée et emprisonnée, ses conseillers l'abandonnent à son sort et elle écrit en dernier espoir une lettre à son frère Jaime pour qu'il revienne à Port-Réal défendre sa cause.
Dans A Dance with Dragons, elle doit reconnaître ses péchés et être punie si elle veut sortir de sa cellule. Elle apprend par son oncle, Kevan, que Jaime est parti avec Brienne de Torth quelque part dans le Conflans et ne rentrera pas. Kevan lui annonce aussi que sa fille, Myrcella, a été défigurée et Arys du Rouvre tué. Apprenant ainsi qu'une place est libre au sein de la Garde royale, elle conseille à son oncle de demander à Qyburn de choisir un nouveau membre. Cersei décide d'avouer son adultère pour être enfin libre, et aussi être près de son fils, mais elle doit en punition marcher toute nue, et le crâne rasé, du septuaire de Baelor jusqu'au Donjon Rouge devant toute la population. Après cette épreuve humiliante, elle rencontre Robert Fort, le nouveau membre de la Garde royale que Qyburn a choisi, qu'elle désigne comme champion pour le duel judiciaire qu'elle réclame pour l'innocenter des autres charges qui pèsent contre elle. Kevan, qui avait l'intention de la renvoyer à Castral Roc pour qu'elle ne participe plus au gouvernement et à l'éducation de Tommen, meurt assassiné par Varys lors de l'épilogue.

## Concept et création
C'est l'actrice Lena Headey qui a été choisie pour incarner Cersei dans la série télévisée adaptée des romans, Game of Thrones.
Cersei, relativement peu présente dans le premier tome, profite de quelques scènes non présentes dans l'œuvre originale. Ainsi, on assiste à une scène entre Jaime Lannister et elle mais aussi entre elle et son fils. Ces deux scènes sont là pour renforcer la cohésion qui entoure la famille Lannister. De plus, un dialogue partagé avec le roi Robert Baratheon, son mari, est là aussi une scène ajoutée.